# Автошлях Т 0419
Автошля́х Т 0419 — автомобільний шлях територіального значення у Дніпропетровській області. Пролягає територією П'ятихатського, Софіївського та Апостолівського районів через П'ятихатки — Софіївку — Апостолове — Зеленодольськ. Загальна довжина — 127,3 км.

## Маршрут
Автошлях проходить через такі населені пункти:
| Автошлях Т 0419          |        |
| Дніпропетровська область |        |
| П'ятихатський район      |        |
| П'ятихатки               | E50М30 |
| Нерудсталь               |        |
| Красноіванівка           |        |
| Софіївський район        |        |
| Мар'ївка                 |        |
| Ордо-Василівка           | Т 0434 |
| Мар'є-Дмитрівка          |        |
| Зелений Гай              |        |
| Девладове                |        |
| Грушки                   |        |
| Софіївка                 | Н11    |
| Петрове                  |        |
| Жовте                    |        |
| Нововасилівка            |        |
| Вакулове                 |        |
| Явдохівка                |        |
| Дачне                    |        |
| Новоолексіївка           |        |
| Апостолівський район     |        |
| Кам'янка                 |        |
| Михайло-Заводське        |        |
| Апостолове               | Н23    |
| Зеленодольськ            |        |